# Камчатская улица (Санкт-Петербург)

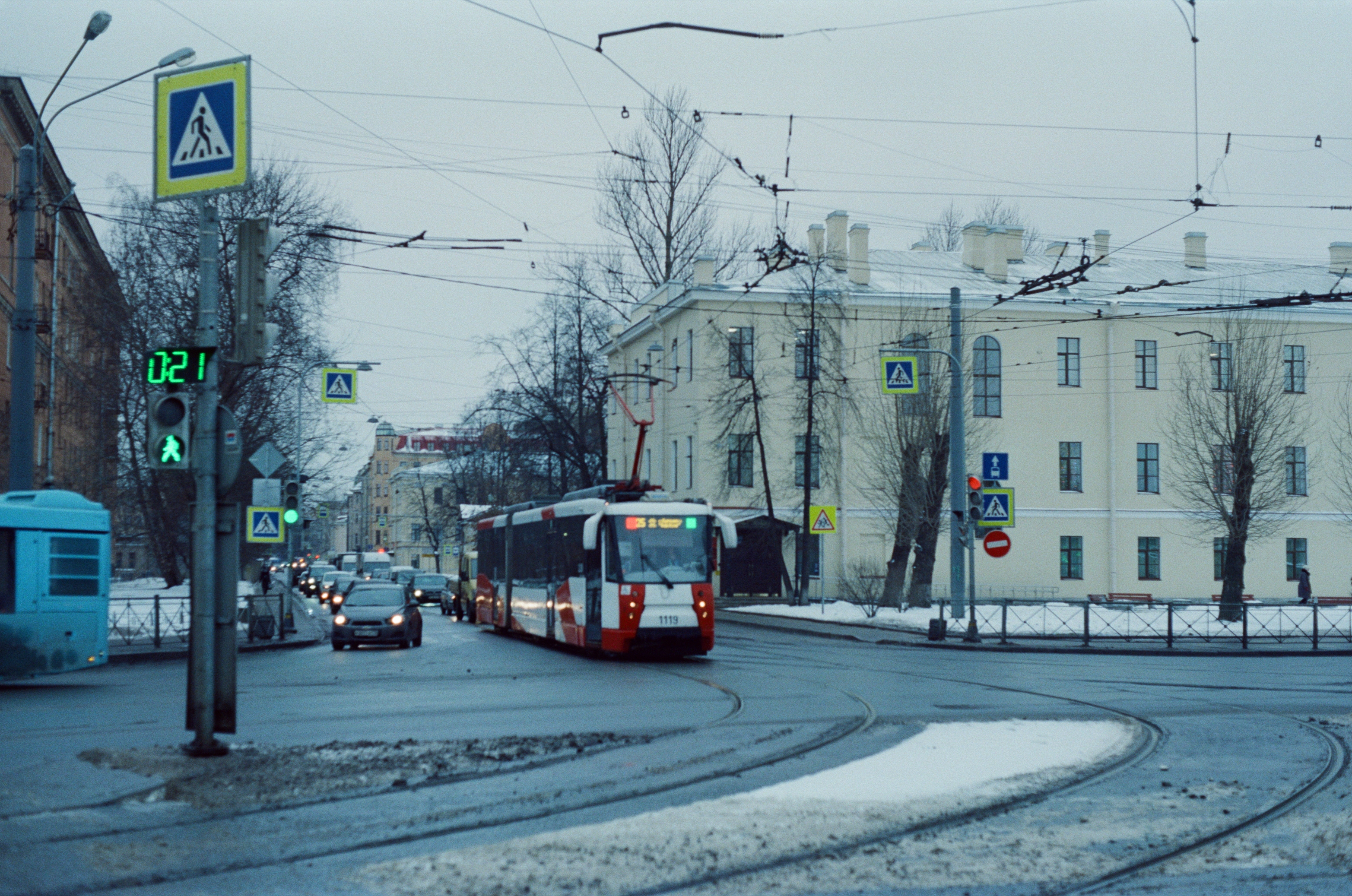
Поворот трамвая с Расстанной на Камчатскую улицу

Камча́тская улица — улица в Фрунзенском районе Санкт-Петербурга. Проходит от Расстанной до Касимовской улицы.

## История
Первоначальное название улица в Волкову деревню (от Расстанной улицы до реки Волковки, включая современную Касимовскую улицу) известно до 1849 года, а с 1849 года её начинают именовать дорога в деревню Волково (или дорога в деревню Волкова, как написано на плане Петербурга 1907 года).
Новое название дороги в Волкову деревню, Камчатская улица, было дано не по полуострову Камчатка, а по фамилии землевладельца Камчатова. По утверждению составителей Топонимической энциклопедии 2002 года издания, выделение новой улицы с её переименованием произошло в 1901 году. Однако на карте Петербурга, изданной в 1907 году, проезд от Расстанной улицы, идущий вдоль Волковского кладбища сначала с севера на юг, а перед Соединительной линией сворачивающий под прямым углом на запад и продолжающийся до берега реки Волковки, продолжает называться «дорога в деревню Волкова». При этом никаких улиц, параллельных этой дороге, на данной карте нет. То же состояние проездов и их названий сохраняется и на позднейшем плане издания О. С. Иодко, исправленном по 1908 год.
Только лишь на плане Суворина 1911 года появляются:
- Камчатская улица — в пределах начального отрезка бывшей дороги в Волкову деревню, идущего с севера на юг параллельно западной ограде Волковского кладбища;
- Касимовская улица — по трассе конечного отрезка бывшей дороги в Волкову деревню, пролегавшего с запада на восток параллельно южной ограде Волковского кладбища, с продлением её по мосту через реку Волковку до пересечения с Волковским проспектом;
- Московско-Ямской проспект, вновь проложенный параллельно Камчатской улице на расстоянии менее 100 метров к западу от неё. При приближении к пересечению Камчатской и Касимовской улиц, соответствующего юго-западному углу Волковского кладбища, трасса Московско-Ямского проспекта делала излом на 45° к востоку так, что проспект «вливался» в перекрёсток с севера по касательной. После этого полу-звездообразного пересечения с двумя улицами, Московско-Ямской проспект продолжался на юг, параллельно Виндаво-Рыбинской железнодорожной линии, и за пересечением с Путиловской ветвью вливался в набережную реки Волковки.

Таким образом, формулировка авторов книги «Почему так названы?», что «в 1958 году в Камчатскую улицу вошёл Московско-Ямской проспект, как её продолжение» является неполной: на самом деле Московско-Ямской проспект был ликвидирован не только как топоним, но и отчасти физически — в северной его части, отходившей от Расстанной улицы параллельно Камчатской. При этом имя Камчатской улицы было перенесено на южный отрезок Московско-Ямского проспекта. Отметим, что авторы этого справочника возводят название Камчатской не к фамилии, а к геониму Камчатка.
Сам Московско-Ямской проспект был назван в начале XX века по исторической слободе, которая располагась не в районе этого проспекта, а гораздо севернее, в сторону Разъезжей улицы, за Обводным каналом, в районе Крестовоздвиженского собора.

## Достопримечательности
- Волковское православное кладбище
- Экспериментальный Механический Завод
- Отдел ГИБДД Фрунзенского района